# Saint-Nazaire-de-Pézan
Saint-Nazaire-de-Pézan är en kommun i departementet Hérault i regionen Occitanien i södra Frankrike. Kommunen ligger i kantonen Lunel som tillhör arrondissementet Montpellier. År 2022 hade Saint-Nazaire-de-Pézan 620 invånare.

## Befolkningsutveckling
Antalet invånare i kommunen Saint-Nazaire-de-Pézan
Referens:INSEE